# Коронник оливковий
Коронник оливковий (Myiothlypis luteoviridis) — вид горобцеподібних птахів родини піснярових (Parulidae). Мешкає в Південній Америці. Його довгий час відносили до роду коронник (Basileuterus), однак за результатами молекулярно-філогенетичного дослідження оливковий коронник і низка інших видів були переведені до відновленого роду Myiothlypis

## Опис
Довжина птаха становить 14 см, вага 16-17 г. Довжина крила самця становить 6,6-7 см, довжина крила самиці 6-6,9 см. Голова і верхня частина тіла оливково-зелена або оливково-коричнева, нижня частина тіла жовта. Над очима жовті "брови". У представників підвиду M. l. richardsoni горло і "брови" білі.

## Підвиди
Виділяють п'ять підвидів:
- M. l. luteoviridis (Bonaparte, 1845) — східна Колумбія, південно-західна Венесуела, східний Еквадор;
- M. l. quindiana (Meyer de Schauensee, 1946) — центральна Колумбія;
- M. l. richardsoni (Chapman, 1912) — західна Колумбія;
- M. l. striaticeps Cabanis, 1873 — північне і центральне Перу;
- M. l. euophrys (Sclater, PL & Salvin, 1876) — південне Перу, Болівія.

## Поширення і екологія
Оливкові коронники поширені від Венесуели через Колумбію, Еквадор і Перу до Болівії. Вони живуть у вологих тропічних гірських лісах Анд на висоті від 2300 до 3400 м над рівнем моря.